# Madeleine Sophie Barat
Sveta Madeleine-Sophie Barat, rođena kao Sophie Barat (Joigny, 12. prosinca 1779. – Pariz, 25. svibnja 1865.) - francuska svetica, časna sestra, utemeljiteljica Družbe Presvetog Srca Isusova (Kongregacija sestara Presvetog Srca) 1800. godine. Papa Pio X. proglasio ju je blaženom 24. svibnja 1908., a papa Pio XI. proglasio ju je svetom 24. svibnja 1925.
Njena majka rodila ju je dva mjeseca prije termina, jer je bila pod velikim stresom, zbog požara u susjedstvu. Dolazeći iz obitelji vinogradara, Sophie je od brata Louisa stekla solidno kršćansko obrazovanje. 
Na inicijativu svećenika Josepha Varina (1769. – 1850.), isusovca, s kojim je radio njezin brat Louis, 21. studenoga 1800. osnovala je Družbu Presvetog Srca Isusova, čija je svrha odgoj djevojčica. Jako privučena životom molitve, ali i željom da pomogne društvu svog vremena, ona je bila žena iznenađujuće otvorena potrebama svog vremena, vrlo pažljiva da na njih odgovori najbolje što može. Željela je dati ženama vodeću ulogu u obnovi društvenog tkiva. Imala je izvanredne međuljudske vještine, pokazujući lakoću komunikacije kako s odraslima, tako i s djecom i njihovim obiteljima. Otvaranje Napoleonovih, a zatim i republikanskih srednjih škola za djevojčice, djelo ministra narodnog obrazovanja Victora Duruya, u određenom je smislu priznanje Sophienom zalaganju oko odgoja i obrazovanja djevojčica.
Izabrana je za predstojnicu Kongregacije sestara Presvetog Srca 18. siječnja 1806., kada je imala samo 26 godina i ostala je na toj poziciji sve do svoje smrti 25. svibnja 1865. S 3.539 časnih sestara podijeljenih u 99 zajednica, Kongregacija je znatno porasla. U tome je puno pridonijela i časna sestra Philippine Duchesne, koja je proglašena svetom.